# 1518 Rovaniemi
1518 Rovaniemi è un asteroide della fascia principale. Scoperto nel 1938, presenta un'orbita caratterizzata da un semiasse maggiore pari a 2,2263884 UA e da un'eccentricità di 0,1425941, inclinata di 6,71462° rispetto all'eclittica.
L'asteroide prende il nome dalla città finlandese di Rovaniemi.